# Diplaspis
Diplaspis es un género de plantas herbáceas perteneciente a la familia de las apiáceas. Comprende cuatro especies descritas y de estas, solo tres aceptadas.

## Taxonomía
El género fue descrito por Joseph Dalton Hooker y publicado en Flora Tasmaniae 1: 157. 1856.

## Especies seleccionadas
A continuación se brinda un listado de las especies del género Diplaspis aceptadas hasta julio de 2012, ordenadas alfabéticamente. Para cada una se indica el nombre binomial seguido del autor, abreviado según las convenciones y usos.
- Diplaspis cordifolia (Hook.) Hook.f.
- Diplaspis hydrocotylea Hook.f.
- Diplaspis nivis ined.